# Helge Løvland
Helge Andreas Løvland (né le 11 mai 1890 à Froland, Aust-Agder – 26 avril 1984 à Oslo) est un athlète norvégien, spécialiste du décathlon.
Son club était le Idrettsforeningen Ørnulf, Christiania.
Il a remporté la médaille d'or des Jeux olympiques d'Anvers, en 1920.